# Д-442 (погрузчик-бульдозер)
Д-442 — погрузчик-бульдозер, серийно производившийся в 1950-х годах на Таллинском механическом заводе, и затем в 1960—1966 годах на Таллинском экскаваторном заводе. Изготавливался в виде навесного оборудования к трактору ДТ-55А-С2. Конструктивно аналогичен моделям погрузчика-бульдозера Д-443 и Д-443А, которые отличаются от него более широкой номенклатурой оборудования и большей универсальностью.

## История
В 1950-х годах погрузчик-бульдозер Д-442 серийно изготавливался Таллинским механическим заводом. Один из изготовленных в 1959 году экземпляров был посвящён XXI съезду КПСС. В 1960 году производство было передано на Таллинский экскаваторный завод (с 1975 года производственное объединение «Таллэкс»). Выпуск Д-442 продолжался до 1966 года, когда, в связи с возросшим объёмом мелиоративных работ возросла потребность в экскаваторах-дреноукладчиках — основной продукции головного предприятия в Таллине. Производство Д-442 было свёрнуто (вместе с производством автогрейдера Д-512 в пайдеском цехе), и предприятие сосредоточилось на производстве экскаваторов. Всего в 1960—1966 году Таллинский экскаваторный завод произвёл 3803 (по другим данным 3804) бульдозера-погрузчика Д-442.

## Технические особенности
Погрузчик-бульдозер Д-442 представляет собой универсальную машину, сочетающую в себе свойства фронтального погрузчика и бульдозера. Базовой машиной для него является гусеничный трактор ДТ-55А-С2 с некоторыми доработками конструкции. Рама трактора и опорные катки усилены, база ходовой части увеличена до 2700 мм для улучшения продольной устойчивости, в трансмиссию введёт ходоуменьшитель с передаточным числом 2,2, смонтированный на корпусе коробки передач. Ходоуменьшитель не влияет на транспортную и заднюю скорость машины. Управление ходоуменьшителем и навесным оборудованием гидравлическое. В гидросистеме установлен гидроамортизатор для восприятия ударных нагрузок. Радиатор защищён съёмной лобовиной, передние фары перенесены с радиатора на крышу. Портал погрузчика представляет собой сварную П-образную конструкцию, приваренную к раме трактора, в местах установки портала рама усилена продольными стальными листами. На портале смонтирована стрела, состоящая из двух изогнутых балок, по одной с каждой стороны машины. Балки соединены между собой трубчатыми поперечинами. Подъём стрелы осуществляется парой гидроцилиндров. На конце стрелы шарнирно крепится ковш, для его поворота служит вторая пара гидроцилиндров. Челюсти двухчелюстного ковша смыкаются третьей парой гидроцилиндров. Всё управление передвижением машины и её рабочими органами осуществляется из двухместной кабины. Для увеличения продольной устойчивости машина оборудуется противовесом массой 490 кг, противовес навешивается на прицепную траверсу.
Погрузчики-бульдозеры моделей Д-443 и Д-443А обладают аналогичной конструкцией, их основное отличие состоит в более широкой номенклатуре оборудования и большей универсальности. Функционально модели Д-443 и Д-443А не отличаются, но на второй модели усилена конструкция навесного оборудования, кабина водителя утеплена и обладает лучшим обзором, износостойкость и долговечность отдельных деталей увеличена.

## Оборудование
Основным навесным оборудованием погрузчика-бульдозера Д-442 является двухчелюстной универсальный ковш ёмкостью 1 м³, грузоподъёмностью 1 тонна. Его максимальная глубина заглубления 0,7 м, максимальная высота выгрузки 2,7 м. Ковш состоит из бульдозерного отвала и подвижной челюсти, которая парой гидроцилиндров может поворачиваться относительно отвала. При закрытой челюсти разработка ведётся как обычным погрузочным ковшом. При частичном открывании челюсти материал наполняет ковш скреперным способом, попадая в него сквозь щель. При полностью открытой челюсти возможно проведение землеройных работ бульдозерным отвалом или зачерпывание материала грейферным способом.
К навесному оборудованию относится дополнительный ковш с боковой выгрузкой ёмкостью 1 м³, грузоподъёмностью 1 тонна, максимальной глубиной заглубления 0,6 м и максимальной высотой выгрузки 2,3 м. Выгрузка ковша осуществляется на правую сторону по ходу машины. Имеется также захват грузоподъёмностью 1,5 тонн, максимальным заглублением 0,6 м и максимальной высотой выгрузки 2,4 м, а также вилочный подхват грузоподъёмностью 1 т, максимальным заглублением 1 м и максимальной высотой выгрузки 2,3 м. Замена одного рабочего органа на другой производится за время 15—30 минут двумя рабочими.
Модели Д-443 и Д-443А дополнительно оснащаются погрузочным ковшом, грузоподъёмным крюком, двухчелюстным захватом для лесоматериалов, корчевателем и кусторезом, а также рыхлителем, расположенным на задней стороне машины и предназначенным для разрыхления грунта перед его погрузкой.

### Использование
Погрузчик-бульдозер Д-442 может использоваться для бульдозерных и планировочных работ, для погрузки материалов на транспортные средства высотой до 2,7 метров. Имеется возможность боковой погрузки материалов по ходу транспортного средства, возможность грейферного захвата материалов. Машина может использоваться для ломки асфальта, погрузки и разгрузки брёвен, плит, камней, силоса, торфа, навоза, металлической стружки и других материалов, а также для корчевания пней и валунов.

## Основные характеристики
В таблице приведены основные технические характеристики погрузчика-бульдозера Д-442. Габариты и масса даны для транспортного положения с при оборудовании двухчелюстным ковшом.
| Модель                               | Д-442                                         |
| ------------------------------------ | --------------------------------------------- |
| Базовый трактор                      | Д-55А-С2                                      |
| Марка двигателя                      | Д-54А                                         |
| Мощность, л. с. (кВТ)                | 54 (40)                                       |
| Движитель                            | гусеничный                                    |
| Управление рабочими органами         | гидравлическое                                |
| Скорость, км/ч                       | вперёд 3,59; 4,65; 5,43; 6,28; 7,92 назад 2,4 |
| Транспортная длина, мм               | 5410                                          |
| Транспортная ширина, мм              | 2265                                          |
| Транспортная высота, мм              | 2220                                          |
| Масса (в заправленном состоянии), кг | 8865                                          |